# IMac Pro
iMac Pro是一款由蘋果公司研發的頂級麥金塔工作站，與iMac系列相同為一體型電腦。蘋果於2017年蘋果公司全球軟體開發者年會時發表，並於同年底上市開賣，在售时是苹果公司的麦金塔系列电脑中的四款台式机之一，也是已经许久未更新换代的Mac Pro的一体机型替代品。随着2019年新款Mac Pro的发布，苹果公司于2021年初宣布了此款設備的停產，并在當年3月20日正式停售。

## 外觀
iMac Pro的外觀採太空灰色作為設計，並搭配特製之各類太空灰色配件。